# Sergio Renán
Sergio Renán, nom artístic de Samuel Kohan (San Salvador, Entre Ríos, 30 de gener de 1933 - Buenos Aires, 13 de juny de 2015), va ser un actor, director de cinema, teatre i òpera ("regisseur") argentí.

## Biografia
El seu nom era Samuel Kohan i va ser fill d'immigrants jueus assentats a les colònies agrícoles de la província d'Entre Ríos.
Com a director de cinema ha realitzat nou pel·lícules, entre les quals es destaca La tregua (1974), la primera pel·lícula argentina nominada per al Oscar a millor pel·lícula de parla no anglesa.
Com a director de teatre es destaquen les seves posades en escena de Las criadas, de Jean Genet, en 1970, Drácula, de Bram Stoker, el 1980, Madame Butterfly, Ha llegado un inspector, de J. B. Priestley, el 1998 i Un enemigo del pueblo, de Henrik Ibsen (2007), entre d'altres.
Actuà a la pel·lícula El poder de las tinieblas (1979), de Mario Sábato, i a Los siete Locos (1973), en la qual va interpretar al personatge de Roberto Arlt, el Rufià Melancòlic.
En televisió va dirigir "Las grandes novelas" por Canal 7, teatralitzant a grans novel·listes de la literatura universal, com Anton Txèkhov, Honoré de Balzac, Fiódor Dostoievski, Charles Dickens, Gustave Flaubert, Wilkie Collins, Guy de Maupassant, Lev Tolstoi, Émile Zola, Stendhal, Henry James i Oscar Wilde.
Com a director d'òpera ha presentat al Teatro Colón de Buenos Aires, Manon, de Massenet (1984); Rigoletto (1986) i Otello, de Verdi (1987); Cosi fan tutte (1990), Le nozze di Figaro (1991, 1992, 1993), i Don Giovanni, de Mozart (1993); Lady Macbeth de Mtsensk, de Dmitri Xostakóvitx (2001); Die Zauberföte, de Mozart (2011), La Cenerentola, de Rossini (2013), així com la seva darrera producció, L'elisir d'amore, de Donizetti (2015).
Va exercir com a director del Teatro Colón (1989-1996, i un breu lapse en 2000), i com a director del Fondo Nacional de las Artes de la República Argentina. El 2000 dirigí al Teatro Real de Madrid una innovadora posada en escena de l'òera Lady Macbeth de Mtsensk, de Dmitri Xostakóvitx, amb la direcció orquestal de Mstislav Rostropóvitx.
Va morir en la matinada del dissabte 13 de juny de 2015, després d'estar internat per diverses setmanes a causa d'infeccions respiratòries. La seva vetlla va ser disposada en el Teatre Colón de la Ciutat Autònoma de Buenos Aires.

## Filmografia

### Director
- Tres de corazones (2007), sobre un conte de Juan José Saer.
- La soledad era esto (2001), sobre una novel·la de Juan José Millas.
- El sueño de los héroes (1997), sobre una novel·la d'Adolfo Bioy Casares.
- Tacos altos (1985), sobre dos contws de Bernardo Kordon.
- Gracias por el fuego (1984), sobre una novel·la de Mario Benedetti.
- Sentimental (Requiem para un amigo) (1981) sobre una novel·la de Geno Díaz.
- La fiesta de todos (1978)
- Crecer de golpe (1976), sobre una novel·la d'Haroldo Conti.
- La tregua (1974), sobre una novel·la de Mario Benedetti.

### Guionista
- La soledad era esto (2001)
- El sueño de los héroes (1997)
- Tacos altos (1985)
- Gracias por el fuego (1984)
- Sentimental (Requiem para un amigo) (1981)
- La fiesta de todos (1978)
- Crecer de golpe (1976)
- La tregua (1974)

### Actor
- Al corazón (1995)
- El censor (1995)
- Debajo del mundo (1987)
- Gracias por el fuego (1984)
- Los enemigos (1983)
- Sentimental (Requiem para un amigo) (1981)
- El poder de las tinieblas (1979)
- Crecer de golpe (1976)
- Los gauchos judíos (1974)
- La tregua (1974)
- Los siete locos (1973)
- Heroína (1972)
- Juan Manuel de Rosas (1972)
- Y que patatín... y que patatán (1971)
- Asalto a la ciudad (1968)
- Somos los mejores (1968)
- Martín Fierro (1968)
- Humo de marihuana (1968)
- Crónica para un futuro (1967) (narrador)
- Los traidores de San Ángel (1967)
- Castigo al traidor (1966)
- Orden de matar (1965)
- Los hipócritas (1965)
- El perseguidor (1965)
- Los evadidos (1964)
- Circe (1964)
- La cifra impar (1962)
- Violencia en la ciudad (inédita - 1957)
- Pasó en mi barrio (1951)

## Premis
- Nominació a l'Oscar a la millor pel·lícula de parla no anglesa amb La tregua (1974). Es va tractar, a més, de la primera nominació d'una pel·lícula argentina a l'Óscar.
- Diploma al Mèrit als Premis Konex, com a director de cinema (1981)
- Orde de Rio Branco: conferida pel Govern de la República Federativa del Brasil
- Títol de Benemèrit de l'Art i la Cultura: conferit pel Govern de la República d'Itàlia
- Ciutadà il·lustre de la Ciutat de Buenos Aires (2011)
- Hoste Il·lustre de la Ciutat de Montevideo (2014)